# Stanisław Klicki

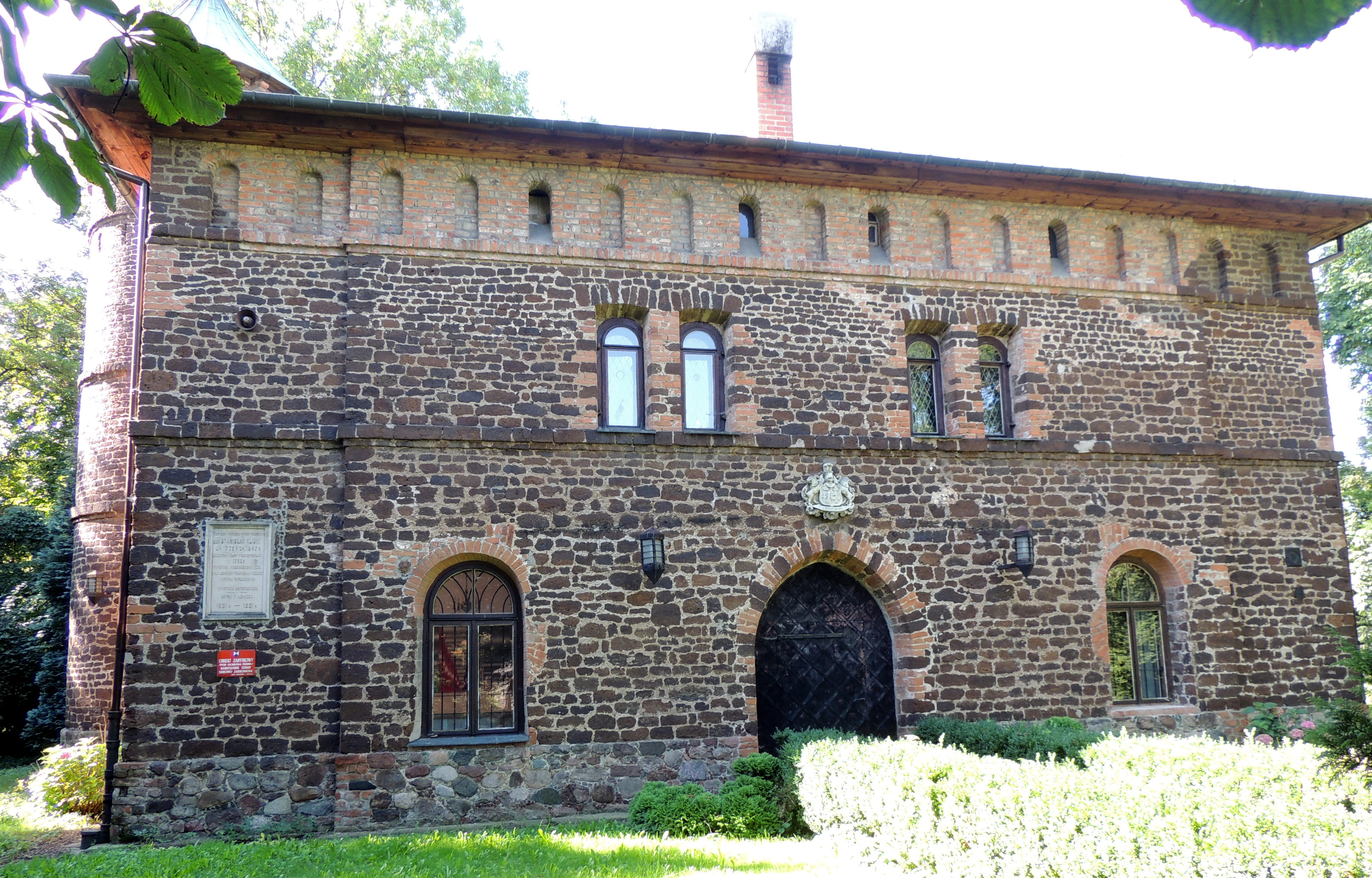
"Pałacyk" Stanisława Klickiego w Łowiczu, tzw. "stara baronia"

Stanisław Klicki herbu Prus I (ur. 16 listopada 1775 w Drężewie, zm. 23 kwietnia 1847 w Rzymie) – polski kawalerzysta, generał dywizji Królestwa Polskiego, baron Cesarstwa Francuzów.

## Życiorys

### Początki kariery wojskowej
Stanisław Klicki służbę wojskową rozpoczął w 1791 w kawalerii narodowej. Brał udział w wojnie w obronie Konstytucji 3 Maja. Podczas insurekcji kościuszkowskiej w 1794 został namiestnikiem kawalerii narodowej. Brał udział w bitwach pod Ostrołęką i Łasią. W 1794 uzyskał awans na rotmistrza i brał udział w walkach pod komendą gen. Zielińskiego. Po upadku powstania przedostał się do Włoch.

### Wojny napoleońskie
W 1797 wstąpił do Legionów Polskich Henryka Dąbrowskiego. Awansowany na kapitana brał udział w bitwach pod Legnano, Castel Nuovo, Castel Franco i pod Neapolem. W 1799 podczas obrony Mantui dostał się do niewoli austriackiej. Uwolniony niedługo później dostał awans na adiutanta majora 5. batalionu. W 1800 wstąpił do 1. pułku ułanów. Od 1804 był szefem szwadronu.
Podczas wojny Napoleona I przeciw Prusom uczestniczył w kampanii śląskiej. Brał udział w zdobywaniu Świdnicy, Głogowa, Nysy (1807). 1 lipca 1807 otrzymał awans na podpułkownika. Od sierpnia do października 1807 stacjonował w Prudniku jako dowódca pułku ułanów Legii Polsko-Włoskiej. Od 1808 walczył w Hiszpanii, będąc dowódcą ułanów Legii Nadwiślańskiej. Brał udział w bitwach pod Mallen, Alagon, Epilą, Tudelą. W lecie 1808 uczestniczył w oblężeniu Saragossy. Podczas zdobywania Walencji wykazał się męstwem, za które marszałek Louis Gabriel Suchet wyróżnił go poleceniem audiencji u Napoleona I w Paryżu i złożeniem u jego stóp hiszpańskich sztandarów. Cesarz w uznaniu zasług przyznał mu dotację w wysokości 2.000 franków rocznie i awansował do stopnia pułkownika. W 1812 Stanisław Klicki został baronem Cesarstwa. Podczas wyprawy na Moskwę brał udział w bitwach pod Smoleńskiem, Witebskiem, Możajskiem i Małojarosławiem. Talent organizacyjny i spryt wykazał jednak dopiero podczas odwrotu Wielkiej Armii spod Moskwy. Wówczas to ocalił życie ok. 4.000 swoich podkomendnych unikając pościgu armii rosyjskiej i ewakuował z Moskwy wicekróla Włoch Eugeniusza de Beauharnais. W 1813 próbował bezskutecznie zorganizować obronę Wilna. Później walczył w kampanii napoleońskiej w Saksonii. Brał udział w bitwach pod Köppen, Motzern, Dreznem, Magdeburgiem i pod Möchern. 22 lipca 1813 otrzymał awans na generała brygady. Jako dowódca huzarów 5. korpusu jazdy gen. Milhauda brał udział w bitwie pod Lipskiem. Od 1814 przebywał we Francji. W bitwie pod Arcis-Sur-Aube wykazał się męstwem i chciał walczyć dalej.

### Dowódca w armii Królestwa Polskiego
Zawiedziony abdykacją Napoleona I złożył dymisję i powrócił z armią polską do Ojczyzny. Wstąpił do armii Królestwa Polskiego i został zastępcą dowódcy, a następnie dowódcą 2. brygady w dywizji strzelców konnych. 3 października 1817 awansował na dowódcę dywizji jednak nominacje generalską otrzymał dopiero w 1826. Swój sztab zorganizował w Łowiczu, gdzie przyczynił się do rozbudowy infrastruktury administracyjnej i publicznej. W tym czasie na jego polecenie wzniesiono w mieście między innymi dworek w stylu włoskim nazwany pałacykiem Klickiego lub "baronią".
Wybuch powstania listopadowego przyjął chłodno, przeczuwając jego nieuniknioną klęskę. Podporządkował się jednak dyktaturze gen. Chłopickiego oraz Rządowi Tymczasowemu. Wraz ze swoją dywizją przyjechał do Warszawy. Jak pisze Stefan Artymowski "Generał zaangażował się w podjęte obowiązki, lecz, jak wynika z przytoczonego fragmentu wspomnień, bez wiary w ich sukces. Z jednej strony podejmował się służby dla ratowania Ojczyzny przed „morderstwem”, z drugiej strony podkreślał swój coraz gorszy stan zdrowia. Nie sposób ocenić, na ile stan zdrowia Klickiego był zły". Po dymisji gen. Chłopickiego przez krótki czas pełnił rolę zastępcy Naczelnego Wodza. 18 grudnia 1830 został członkiem Rady Wojennej. Odmówił proponowanej mu dyktatury. W 1831 pogorszył się jego stan zdrowia. Postanowił za zgodą Rządu Narodowego wyjechać za granicę. Został jednak zatrzymany przez Austriaków na granicy i internowany w Krakowie. Wydany władzom rosyjskim został zesłany do Kostromy. Z kilkuletniej zsyłki wrócił schorowany. Od 1836 leczył się w różnych europejskich kurortach i sanatoriach. Zmarł w Rzymie w 1847 r. Pochowany został na cmentarzu Campo Verano.

## Odznaczenia
Był odznaczony Krzyżem Kawalerskim Orderu Virtuti Militari (1810), Krzyżem Kawalerskim i Oficerskim Orderu Legii Honorowej (1809 i 1811) oraz Krzyżem Kawalerskim Orderu Korony Żelaznej (1806). W Królestwie Kongresowym został kawalerem Orderu Świętego Stanisława I klasy w 1819 roku.

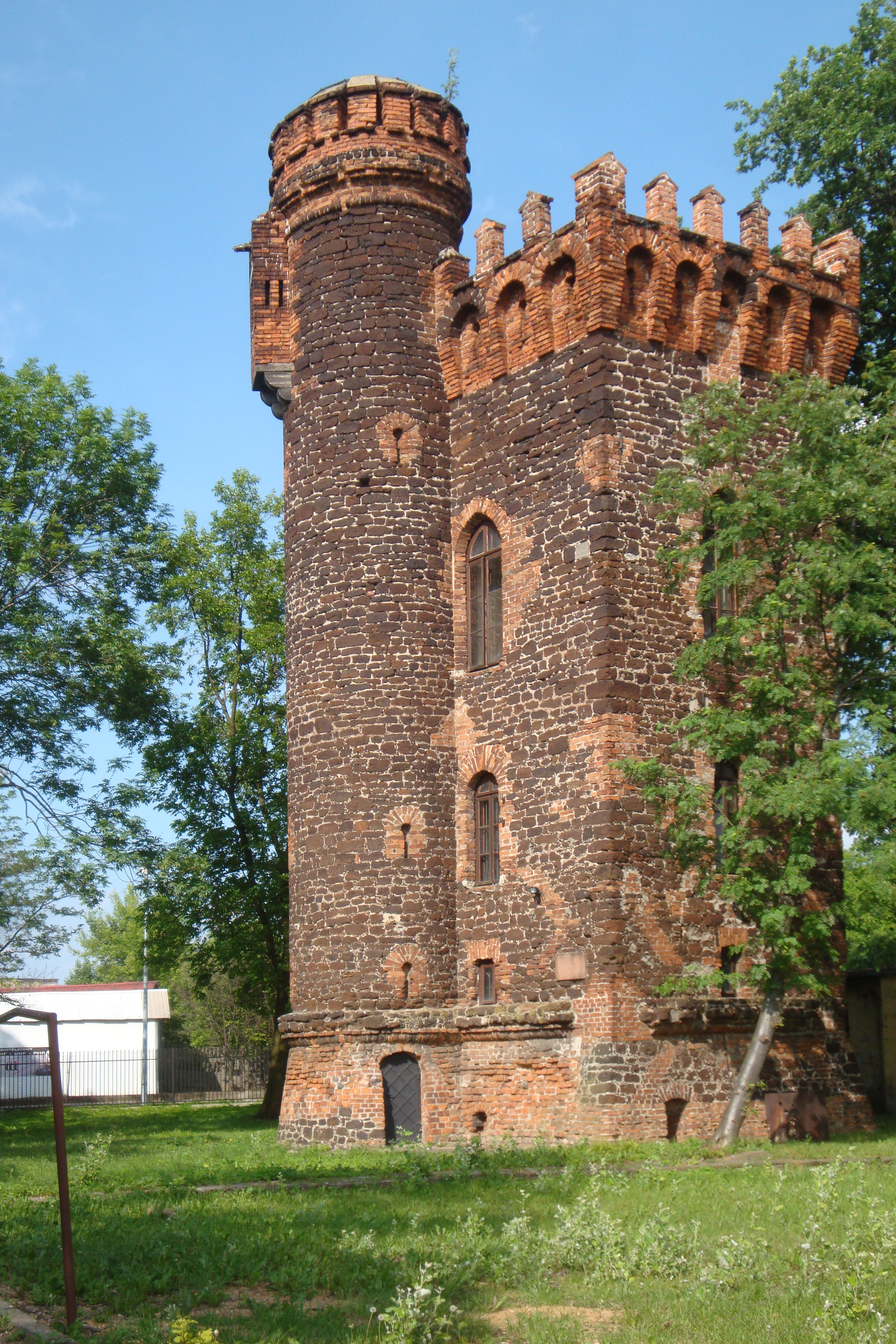
"Baszta" gen. Klickiego z XIX wieku
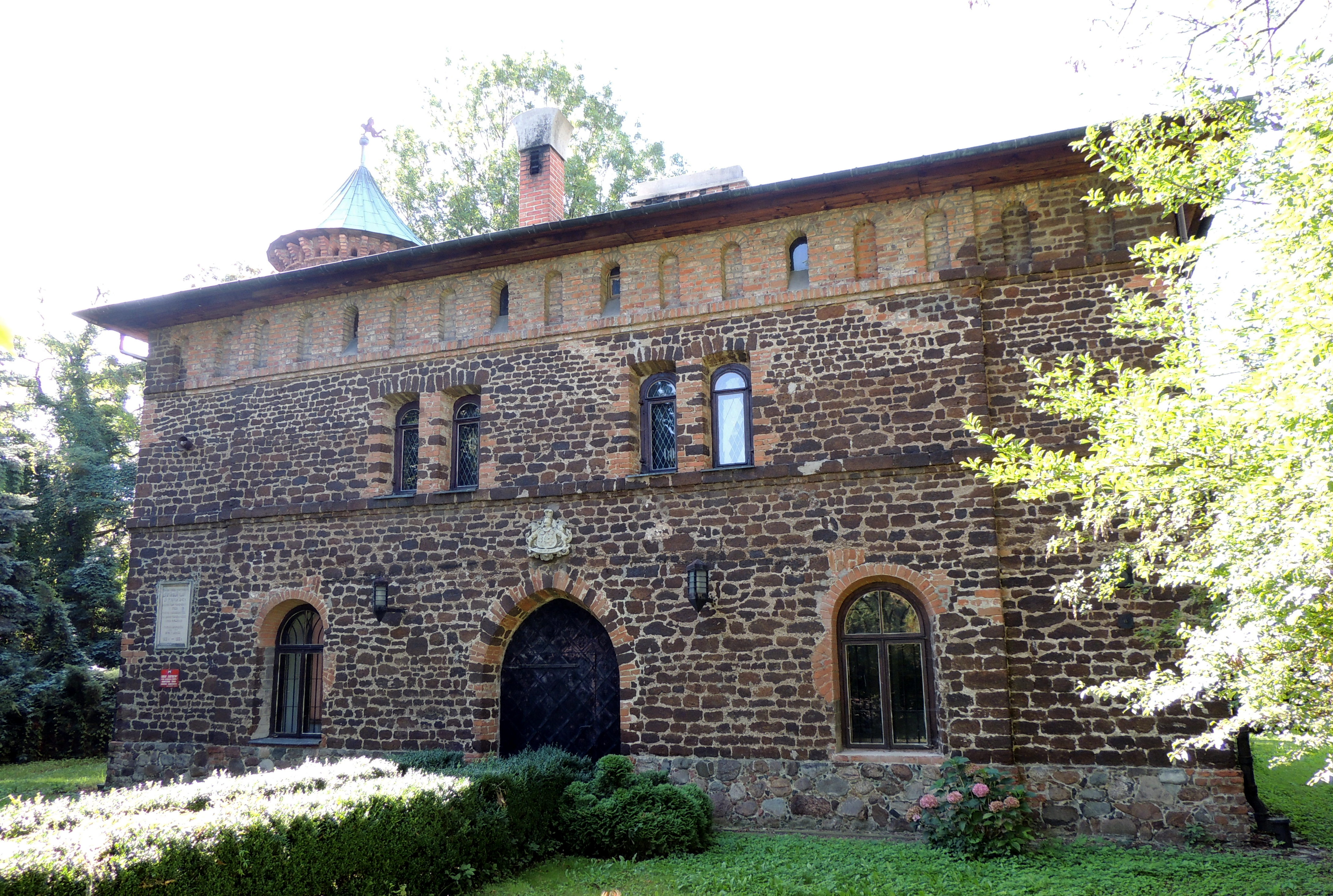
"Stara Baronia" gen. Klickiego z XIX wieku
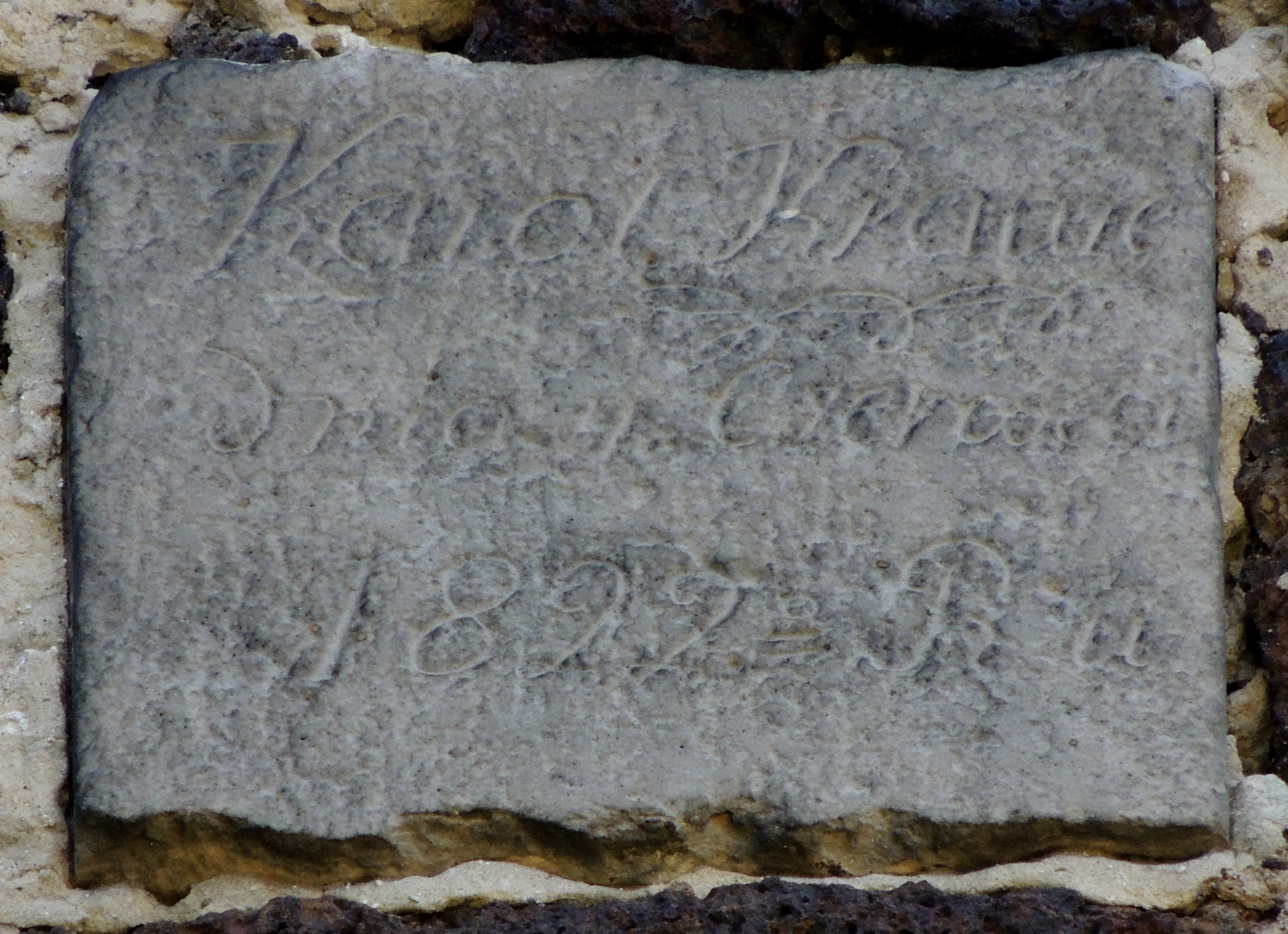
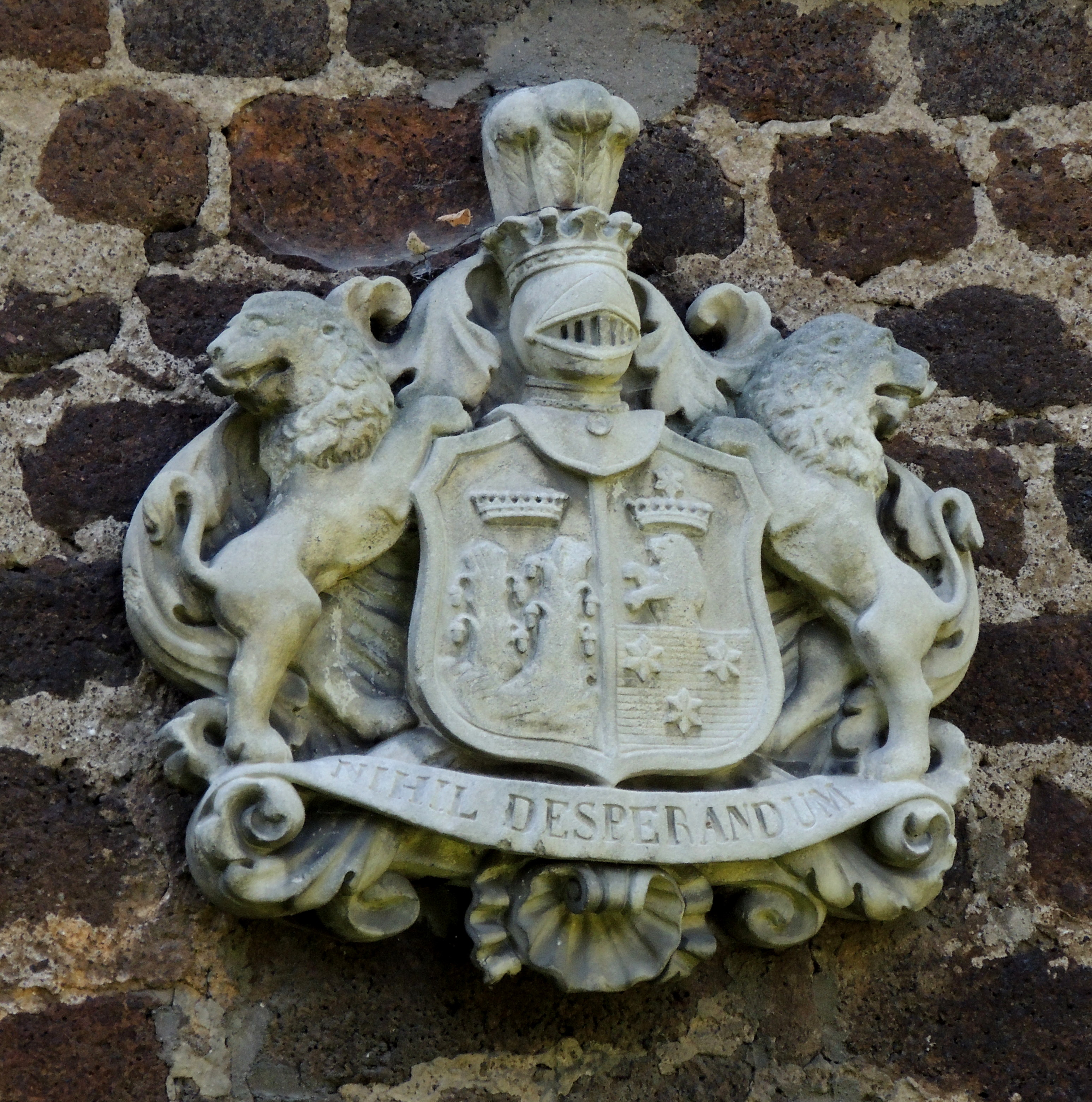
Herb nad wejściem do "baronii" gen. Klickiego
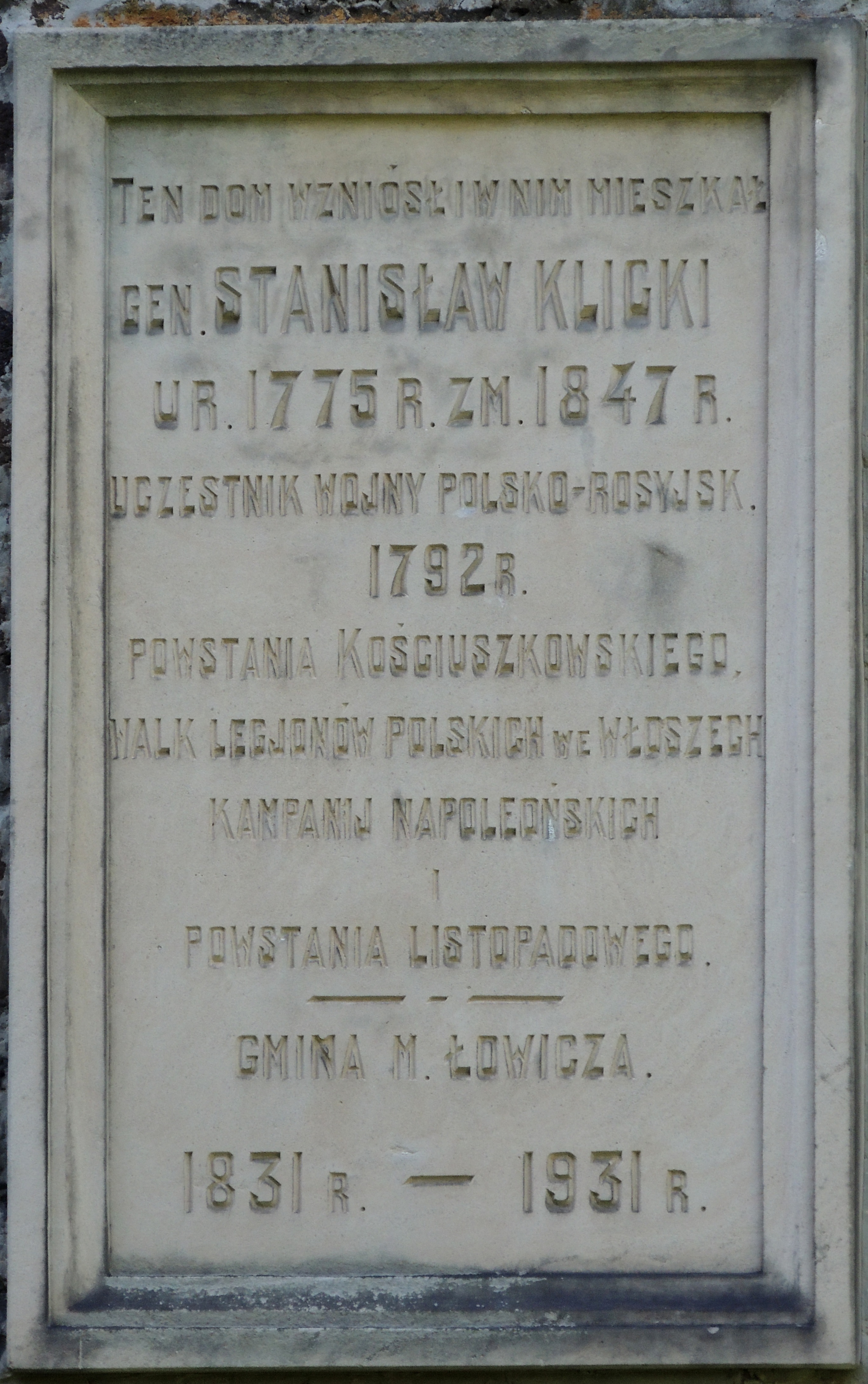